# Gotha Go 145

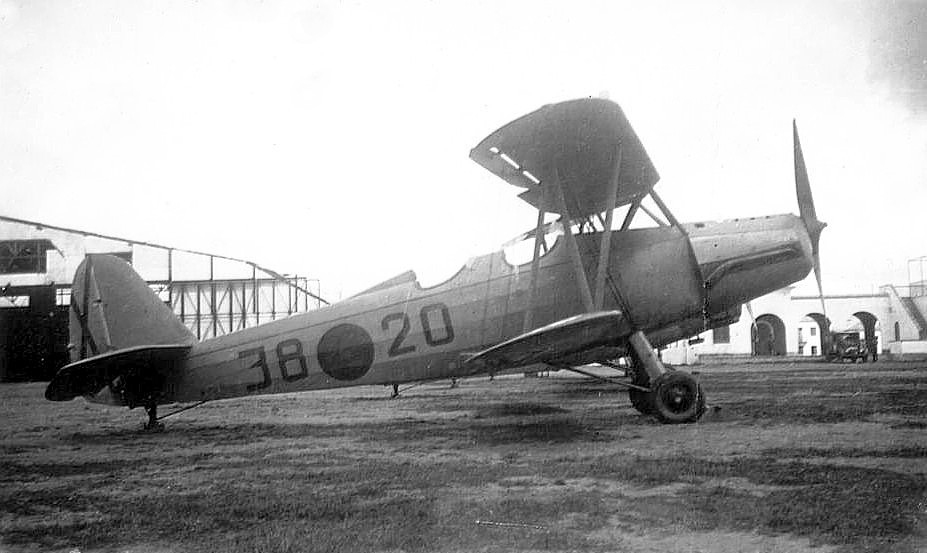
Go 145A ВПС франкістської Іспанії Go 145A

Gotha Go 145 — німецький біплан з дерева та тканини, що використовувався навчальними підрозділами Люфтваффе, а під час Другої світової війни — як нічний бомбардувальник.

## Історія
2 жовтня 1933 року було відновлено авіаційну компанію Gotha. Першим було виготовлено літак Gotha Go 145 — двомісний біплан з дерева з тканинним покриттям, розроблений Альбертом Калкером. Go 145 мав фіксоване шасі, приводився в дію двигуном Argus As 10 C з інвертованим повітряним охолодженням V8 (дволопатевий пропелер із фіксованим кроком). Перший політ відбувся у лютому 1934 року, після чого налагодили виробництво моделі Gotha Go 145A з контрольними елементами в кабінах для стажиста та інструктора.
У 1935 році Go 145 почав службу в навчальних підрозділах Люфтваффе.
У грудні 1942 року було створено першу Störkampfstaffel (ескадрилью з переслідування), оснащену Gotha Go 145 і Arado Ar 66. Нічні переслідування були успішними, тож до жовтня 1943 року було створено шість нічних ескадрилей для переслідування супротивника, оснащених Gotha Go 145. Незабаром Störkampfstaffeln були об'єднані в більші частини Nachtschlachtgruppe (NSGr) з трьох або чотирьох ескадронів кожна. Коли закінчилася війна в Європі, 8 травня 1945 року, Gotha Go 145 були оснащені більшість Nachtschlachtgruppe.
Gotha Go 145 припинили використовувати 1945 року, загалом було побудовано 1 182 одиниць.
Серійне виробництво Go 145:
| Рік    | Кількість |
| ------ | --------- |
| 1936   | 459       |
| 1937   | 566       |
| 1938   | 134       |
| 1939   | 13        |
| 1940   | 10        |
| Всього | 1182      |

## Модифікації
Go 145
- прототип

Go 145A
Go 145B
Go 145C
CASA 1145L
- Іспанська ліцензійна версія

## Загальні характеристики
- Екіпаж: 2 (пілот, інструктор)
- Довжина: 8,7 м
- Розмах крил: 9 м
- Висота: 2,9 м
- Вага порожнього: 800 кг
- Маса вантажу: 1 380 кг
- Потужність: 240 к.с.

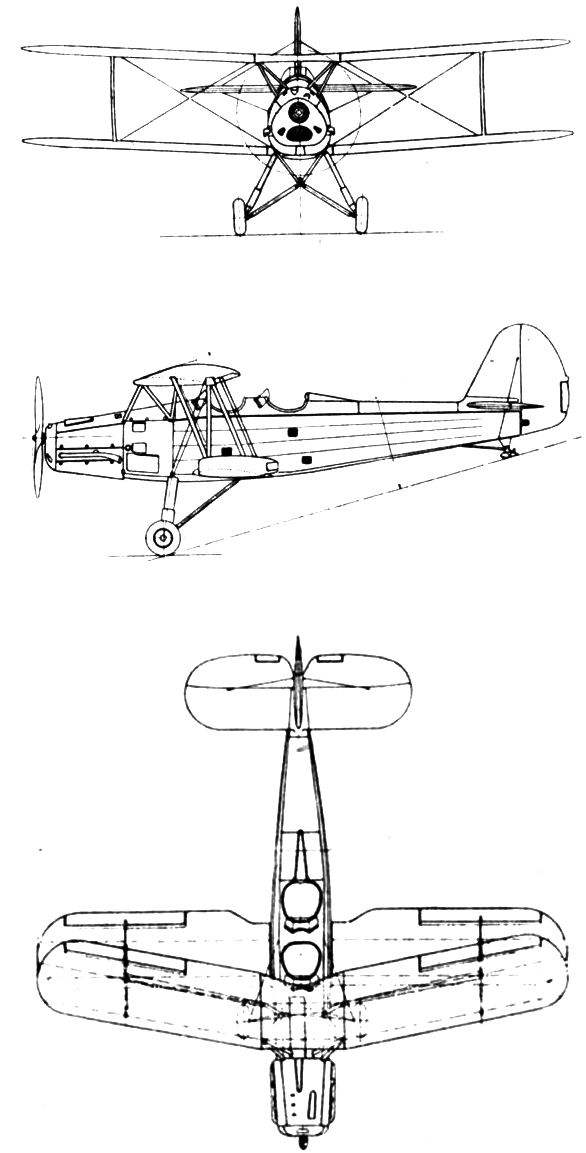
Схема Gotha Go.145 із журналу L'Aerophile за серпень 1937 року

- Максимальна швидкість: 212 км / год
- Дальність польоту: 630 км
- Озброєння — 1 кулемет MG 15

## Експлуатанти
Німеччина
- Люфтваффе

 Австрія
- Kommando Luftstreitkräfte: 12 літаків придбано в 1937 році[1]

 Румунія
- Королівські ПС Румунії

 Словаччина
- ВПС Словаччини

 Іспанія
- ВПС Іспанії. Під час громадянської війни в Іспанії до Іспанії було доставлено 21 літак. Також вироблялася ліцензійна версія CASA 1145-L (25 літаків)[2].

 Туреччина
- ВПС Туреччини: Перші три зразки були привезені з Німеччини, а потім ще 43 літаки виготовлено за ліцензією на заводі KTF (Kayseri Tayyare Fabrikası) між 1936-39 роками. Вони прийшли на заміну учбовим Caudron C.59 та перебували на озброєнні до 1947 року. Турецькі моделі були озброєні двома 7,92-мм кулеметами MG. Починаючи з 1943 року, їх усіх замінили на британські Miles Magister[3]

 Чехословаччина
- ВПС Чехословаччини (повоєнні). Використовувалися під назвою C-15 (Cvičná letadla, учбовий літак)[4]